# Corbonod
Corbonod – miejscowość i gmina we Francji, w regionie Owernia-Rodan-Alpy, w departamencie Ain.

## Demografia
Według danych na styczeń 2012 r. gminę zamieszkiwały 1224 osoby, a gęstość zaludnienia wynosiła 38,7 osób/km².